# Cyphocarpa angustifolia
Cyphocarpa angustifolia är en amarantväxtart som först beskrevs av Horace Bénédict Alfred Moquin-Tandon, och fick sitt nu gällande namn av Lopr.. Cyphocarpa angustifolia ingår i släktet Cyphocarpa, och familjen amarantväxter. Inga underarter finns listade i Catalogue of Life.